# Kiadatás (film)
A Kiadatás (eredeti cím: Rendition) 2007-ben bemutatott amerikai politikai thriller Gavin Hood rendezésében, Reese Witherspoon, Jake Gyllenhaal, Peter Sarsgaard, Alan Arkin és Meryl Streep főszereplésével. A film témája a CIA különleges kiadatási gyakorlata körüli botrányokra épül.

## Cselekmény
Miután az egyiptomi születésű, de 14 éves kora óta az Egyesült Államokban élő, terrorizmus támogatásával gyanúsított Anwar El-Ibrahimi kémikus „eltűnik” egy Dél-Afrika–Washington közvetlen repülőjáratról, amerikai felesége, Isabella, aki második gyermekükkel terhes, Washingtonba utazik, hogy kiderítse, mi történt a férjével, azonban mindenhol falakba ütközik, a kérdéseire nem kap választ.
Ezalatt egy titkos létesítményben valahol az Egyesült Államoktól távol, Douglas Freeman CIA-elemző elbizonytalanodni látszik megfigyelői feladatát illetően, miközben a helyi titkosszolgálat vezetője nem szokványos kihallgatási módszerekkel (értsd: testi kínzással) próbálja szóra bírni El-Ibrahimit ezrek életének megmentése érdekében.

## Szereplők
| Karakter                    | Színész                   | Magyar hang           |
| --------------------------- | ------------------------- | --------------------- |
| Anwar El-Ibrahimi           | Omar Metwally             | Kolovratnik Krisztián |
| Isabella Fields El-Ibrahimi | Reese Witherspoon         | Kisfalvi Krisztina    |
| Douglas Freeman             | Jake Gyllenhaal           | Csőre Gábor           |
| Alan Smith                  | Peter Sarsgaard           | Anger Zsolt           |
| Corrine Whitman             | Meryl Streep              | Kovács Nóra           |
| Lars Whitman                | Bob Gunton                | Cs. Németh Lajos      |
| Lee Mayer                   | J.K. Simmons              | Barbinek Péter        |
| Hawkins szenátor            | Alan Arkin                | Végvári Tamás         |
| Jeremy El-Ibrahimi          | Aramis Knight             |                       |
| Nuru El-Ibrahimi            | Rosie Malek-Yonan         | Málnai Zsuzsa         |
| Safiya                      | Hadar Ratzon              | Peller Anna           |
| Khalid                      | Moa Khouas                |                       |
| Fatima Fawal                | Zineb Oukach              |                       |
| Abasi Fawal                 | Igal Naor                 | Vass Gábor            |
| Lina Fawal                  | Laila Mrabti              |                       |
| William Dixon               | David Fabrizio            |                       |
| Rani                        | Mounir Margoum            |                       |
| Bahi                        | Driss Roukhe              |                       |
| Női biztonsági őr           | Del Hunter-White          |                       |
| Idős biztonsági őr          | MrabtiBoubker Fahmi       |                       |
| Samia Fawal                 | Nava Ziv                  |                       |
| Layla Fawal                 | Raymonde Amsalem          |                       |
| Said Abdel Aziz             | Simon Abkarian            | Kassai Károly         |
| Samantha                    | Wendy Phillips            | Andresz Kati          |
| Lewis szenátor segédje      | Christian Martin          | Pipó László           |
| Hamadi                      | Hassam Ghancy             |                       |
| Omar Adnan                  | Najib Oudghiri            |                       |
| Rashid Salimi               | Omar Salim                |                       |
| Corinne házvezetőnője       | Bunnie Rivera             |                       |
| Diákvezető                  | Noureddine Aberdine       |                       |
| Hamadi helyettese           | Mohamed El Habib Ahamdane |                       |
| Khalid nagyanyja            | Reguragui Fatima          |                       |
| Sharon Lopez                | Anne Betancourt           |                       |
| Al Jazeera-bemondó          | Salaheddine Ben Chegra    |                       |